# إميريش أم راين
إميريش (بالألمانية: Emmerich am Rhein) هي بلدة ألمانية تقع في كليفه. يقدر عدد سكانها بـ 29,752 نسمة .

## المدن التوأمة
مدن King's Lynn، Šilutė وكيركلاند، واشنطن هي مدن توأمة لـامة ريش.

## أعلام
- فيرنر مولر
- أغنيس بلوك
- أليكس مولر
- روبن جوسينس
- راينر بونهوف